# Classe Admiral Kuznecov
Le classe Admiral Kuznecov o Progetto 1143.5 è una classe di 2 portaerei di progettazione sovietica da oltre 60.000 tonnellate di dislocamento, con una lunghezza fuori tutto di 306 metri ed una dotazione normale di circa una quarantina tra aerei ed elicotteri.
Il nome completo è in russo Тяжёлый авианесущий крейсер ракетный Проект 1143.5 Адмирал Флота Советского Союза Кузнецов?, Tjažёlyj avianesuščij krejser raketnyj Proekt 1143.5 Admiral Flota Sovetskogo Sojuza Kuznecov, la cui traduzione letterale in italiano è Pesante aereo incrociatore missilistico Progetto 1143.5 Ammiraglio della Flotta dell'Unione Sovietica Kuznecov.
Il loro nome in codice NATO è Admiral Kuznetsov (dal nome della nave capoclasse secondo la traslitterazione anglosassone: Proyekt 1143.5 Аdmiral Flota Sovetskogo Soyuza Kuznetsov); la classificazione russa è in russo Тяжёлый авианесущий крейсер ракетный (ТАВКР)?, Tjažёlyj avianesuščij krejser raketnyj (TAVKR), letteralmente Pesante aereo incrociatore missilistico; secondo l'hull classification symbol della US Navy si tratta di una portaerei (CV).
Tale designazione, incrociatore invece che portaerei, consente alla Russia di "aggirare" la convenzione di Montreux per le navi che transitano per i Dardanelli e il Bosforo tra il Mar Mediterraneo e il Mar Nero.
La classe e la nave capoclasse portano il nome di Nikolaj Gerasimovič Kuznecov (1904-1974), Admiral Flota (1944-1948 e 1953-1955), Admiral Flota Sovetskogo Sojuza (1955-1956 e dal 1988 a titolo postumo) ed Eroe dell'Unione Sovietica (1945).

## Storia

### Progetto
Lo sviluppo di portaerei nell'Unione Sovietica dopo la seconda guerra mondiale fu lento a causa di considerazioni storiche e politiche (Stalin era contrario a questo tipo di nave), e i primi progetti – Progetto 71, Progetto 72 e Progetto 85 – iniziati a partire dal 1939 e sponsorizzati anche dall'Ammiraglio della flotta dell'Unione Sovietica Nikolaj Gerasimovič Kuznecov – furono abbandonati uno dopo l'altro negli anni cinquanta, sotto Chruščёv.
L'ammiraglio Sergej Georgievič Gorškov avanzava la richiesta di una decina di portaelicotteri e ciò portò alla realizzazione del Progetto 1123 Moskva, ovvero due portaelicotteri da 15.000 ton pesantemente armate per la lotta antisommergibile.
Negli anni settanta il Progetto OREL prevedeva la realizzazione di superportaerei (a propulsione nucleare e CATOBAR) per confrontarsi direttamente con le omologhe statunitensi. Un primo progetto fu il Progetto 1160 Orel, questo prevedeva delle navi di 80.000 ton a propulsione nucleare con catapulte a vapore e cavi di arresto (CATOBAR) e un gruppo aereo imbarcato di 60/70 tra aerei ed elicotteri; il Progetto 1160 fu cancellato nel 1973. Un secondo progetto, derivato dal Progetto 1160 Orel, fu il Progetto 1153 Orel, questo prevedeva una nave un poco più piccola, da 70.000 ton sempre a propulsione nucleare con catapulte a vapore e cavi di arresto (CATOBAR) e un gruppo aereo imbarcato di 50 tra aerei ed elicotteri; ma anch'esso fu cancellato nel 1978.
Parallelamente alle ipotesi di superportaerei, fu realizzato il Progetto 1143 Kiev, una classe di 4 portaeromobili STOVL da 40.000 ton, pesantemente armate e con un gruppo aereo di 30 tra aerei STOVL (Yak-38) e elicotteri.
L'idea di dotarsi di superportaerei, paragonabili a quelle statunitensi dell'epoca, produsse il Progetto 1143.7 Ul'janovsk, una classe di navi da quasi 80.000 ton a propulsione nucleare con catapulte a vapore e cavi di arresto (CATOBAR) e un gruppo aereo imbarcato di 52 aerei (24 Su-27K, 24 MiG-29K e 4 Yak-44) e 18 elicotteri (Ka-27); sebbene la costruzione della prima unità fu iniziata nel 1988, il progetto fu cancellato nel 1992 a seguito della dissoluzione dell'Unione Sovietica.
Lo sviluppo della classe di portaerei Admiral Kuznecov comincia nel novembre 1977 al Nevsky Design Bureau col nome di Progetto 1143.5, come il nome del progetto lo suggerisce, si tratterebbe un'evoluzione del Progetto 1143 Kiev, anche se alla fine l'Admiral Kuznecov sarà una nave profondamente diversa da quelle del progetto precedente.
Traendo ispirazione dai Progetti 1160 e 1153, il progetto iniziale prevedeva una nave con catapulte a vapore (CATOBAR), ma in seguito il progetto fu modificato in STOBAR e fu aggiunto un trampolino a prua (sky-jump).
Lo sviluppo dei diversi design (10 varianti) terminò il 23 luglio 1980 e il 7 maggio 1982 fu approvato il design finale della nave.

### Costruzione
Le unità di cui venne avviata la costruzione, presso i cantieri di Mykolaïv, furono due, ma una sola è stata completata ed è entrata in servizio nella Marina Sovietica, mentre per la seconda unità la costruzione fu interrotta prima del completamento a seguito della dissoluzione dell'Unione Sovietica.
La prima unità è in seguito passata nella Marina Russa, dove è tuttora operativa; mentre la seconda, completata solo al 68%, è stata venduta dall'Ucraina (che nel frattempo ne aveva ottenuto la proprietà) nel 1998 alla Cina, che l'ha in seguito completata, presso i cantieri navali di Dalian, e messa in servizio attivo nella propria marina nel 2012.

### Missioni
Admiral flota Sovetskogo Sojuza Kuznecov

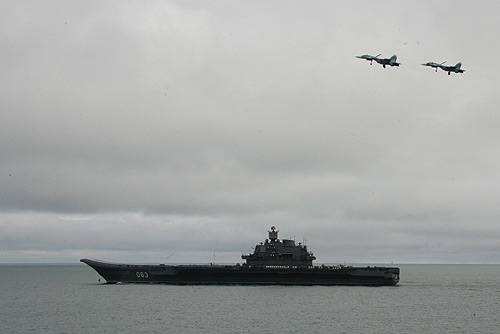
La durante un'esercitazione militare nel 2005.

La Admiral Kuznecov è attualmente in servizio (al 2017) nella 43ª Divisione Navi Missilistiche nella Flotta del Nord della Marina Russa con base a Severomorsk. Di seguito alcune missioni della Admiral Kuznecov:
- Dal 23 dicembre 1995 al 22 marzo 1996 primo dispiegamento nel mare Mediterraneo, in particolare al largo della Siria, al fine di testare la nave nel clima mediterraneo.
- Nell'inverno 2000-2001 la nave doveva effettuare un dispiegamento nel mare Mediterraneo, che fu annullato a causa dell'incidente del sottomarino Kursk e prese parte ai soccorsi.
- Dal 5 dicembre 2007 al 3 febbraio 2008 secondo dispiegamento nel mare Mediterraneo.
- Dal 5 dicembre 2008 al 2 marzo 2009 terzo dispiegamento nel mare Mediterraneo.
- Dal 6 dicembre 2012 al 17 febbraio 2013 dispiegamento nel mare Mediterraneo, il 12 dicembre è al largo della Scozia, l'8 gennaio è al largo di Tartus e il 17 febbraio è di rientro a Severomorsk.
- Dal 17 dicembre 2013 la nave effettua un dispiegamento nel mare Mediterraneo, nel gennaio 2014 è al largo della Scozia e il 28 febbraio è a Cipro.
- Nell'ottobre 2004, la nave prese parte ad un'esercitazione con la flotta nell'oceano Atlantico.
- Il 15 ottobre 2016, la nave parte per una missione nel mare Mediterraneo nel quadro dell'intervento militare russo in Siria (guerra civile siriana e intervento militare contro lo Stato Islamico) ed è accompagnata dall'incrociatore della classe Kirov Pëtr Velikij e dai cacciatorpediniere della classe Udaloj Vice-Admiral Kulakov e Severomorsk[12]. Il gruppo di navi arriva al largo della Siria l'8 novembre 2016[13] e il gruppo aereo imbarcato inizia le sue operazioni il 12 novembre 2016[14]. Il gruppo aereo compie 420 uscite distruggendo più di 1 252 obiettivi terroristici in Siria[15]; la missione termina il 6 gennaio 2017 e la portaerei rientra in Russia all'inizio di febbraio.

Liaoning
La Liaoning è attualmente in servizio (al 2017) nella Flotta del Sud della Marina Popolare Cinese con porto base a Zhanjiang e serve soprattutto come nave scuola per l'aviazione Marina Popolare Cinese.

## Caratteristiche
Le due portaerei della classe Admiral Kuznecov, insieme alla Vikramaditya e alla Shandong, sono le uniche al mondo del tipo STOBAR (acronimo dall'inglese "short take-off but arrested recovery" o "short take-off barrier-arrested recovery"), cioè dotate di un trampolino a prua (ski-jump) per il decollo degli aerei e di un ponte di volo angolato con cavi di arresto per l'atterraggio. La dotazione di aerei prevede le versioni navalizzate di MiG-29K, Su-27K e Su-25 e di elicotteri Ka-27 per la russa Admiral Kuznecov.
A differenza delle omologhe navi in servizio in occidente, le Admiral Kuznecov hanno un pesante armamento di missili antinave, compresi missili da crociera, che le conferiscono notevoli capacità di autodifesa, che ne fanno sostanzialmente più un'unità da difesa della flotta che di attacco, lasciando tale compito ai potenti incrociatori della classe Kirov.
Il disegno dello scafo è derivato da quello della classe Kiev del 1982, ma è più grande, lo scafo è più lungo di circa 33 metri (+12%) e più largo di 20 metri (+38%). Il ponte di volo, con una superficie di 14 700 m² (158 000 ft²), è di configurazione convenzionale con un ponte angolato, dotato di cavi d'arresto, e un trampolino a prua inclinato di 12°, senza le catapulte per gli aerei.

Schema del ponte di volo della con l'indicazione delle 3 posizioni di lancio degli aerei.

La forma del ponte di volo (angolato) è vagamente simile a quello delle portaerei della marina francese o della marina statunitense, solo che a differenza di queste, che sono di tipo CATOBAR, le portaerei della classe Admiral Kuznetsov sono di tipo STOBAR; in entrambi i tipi vi sono i cavi d'arresto ma nelle STOBAR vi è il trampolino in luogo delle catapulte per aerei. L'aereo imbarcato è la versione navalizzata del Su-27 Flanker, il Su-27K Flanker-D, il quale ha 12 piloni di aggancio (invece di 10) e una capacità di carico limitata a 6 500 kg (14 300 lb) (invece di 4 430 kg (9 770 lb) del Su-27) a causa del maggiore MTOW (33 000 kg (73 000 lb)) e un rapporto spinta-peso pari a 0,83. Due ascensori, posizionati sul lato destro della nave, uno avanti e uno dietro l'isola consentono la movimentazione degli aeromobili tra il ponte di volo e l'hangar, che misura 3 978 m² (42 820 ft²).

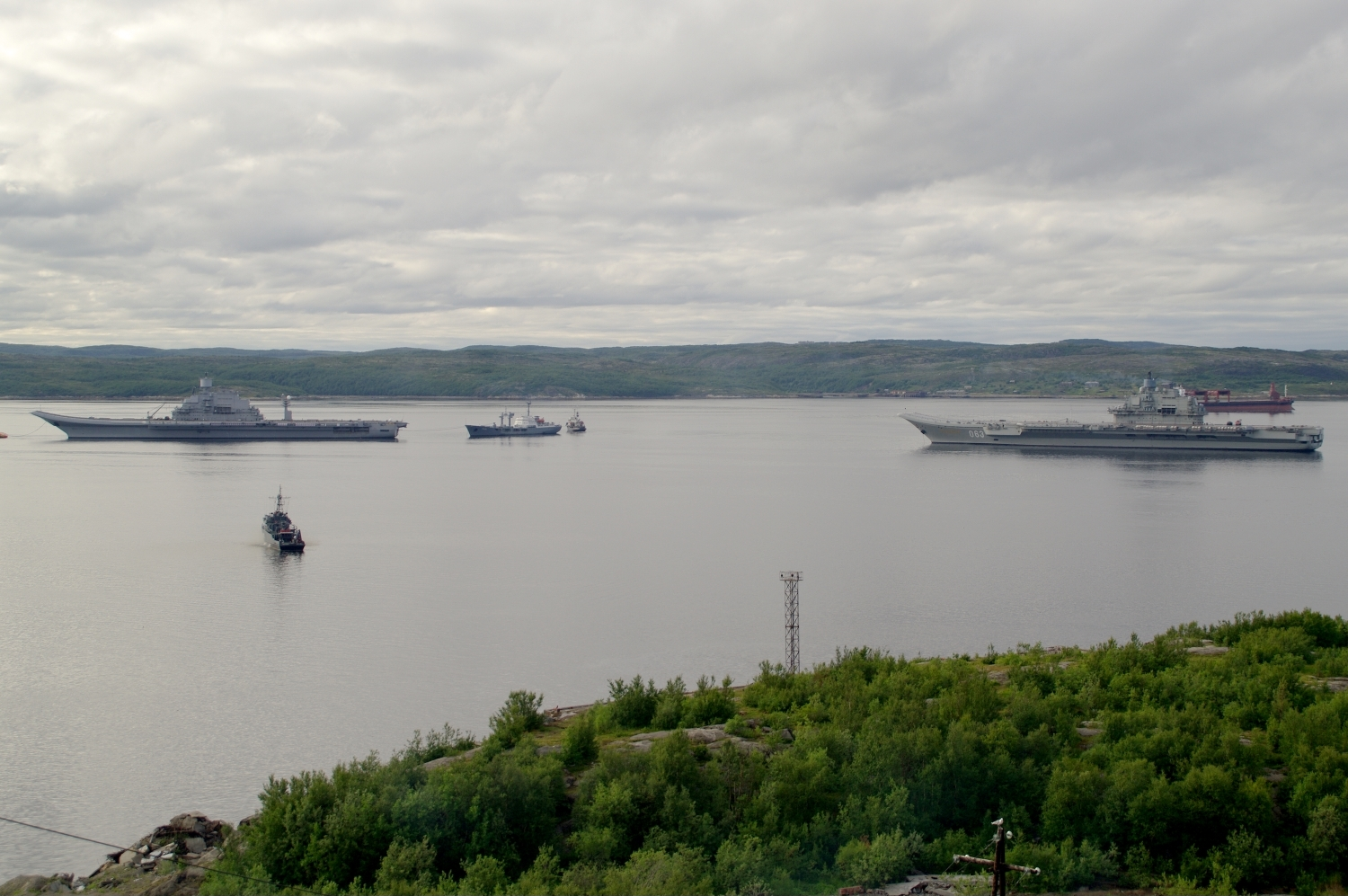
La (a sinistra) e la (a destra) a Severomorsk il.

### Propulsione
Il sistema di propulsione della Admiral Kuznecov è convenzionale ed è composto da 4 turbine a vapore GTZA TV-12-4, ognuna delle quali produce 50 000 CV (37 MW), che spingono 4 eliche a 5 pale, il sistema è completato da 8 caldaie a vapore KVG-4, 9 turbogeneratori TG-1500 da 1 500 kW (2 000 CV) e 6 generatori diesel DRG-1500 da 1 500 kW (2 000 CV).
La sua velocità massima è di 29 kn (54 km/h), la velocità economica da combattimento è di 18 kn (33 km/h) e la velocità economica è di 14 kn (26 km/h).
Inizialmente gli analisti occidentali pensavano che la nave avrebbe avuto una propulsione nucleare Combined Nuclear And Steam (CONAS), simile a quella della montata sulla classe Kirov e sulla SSV-33 Ural.

### Armamento

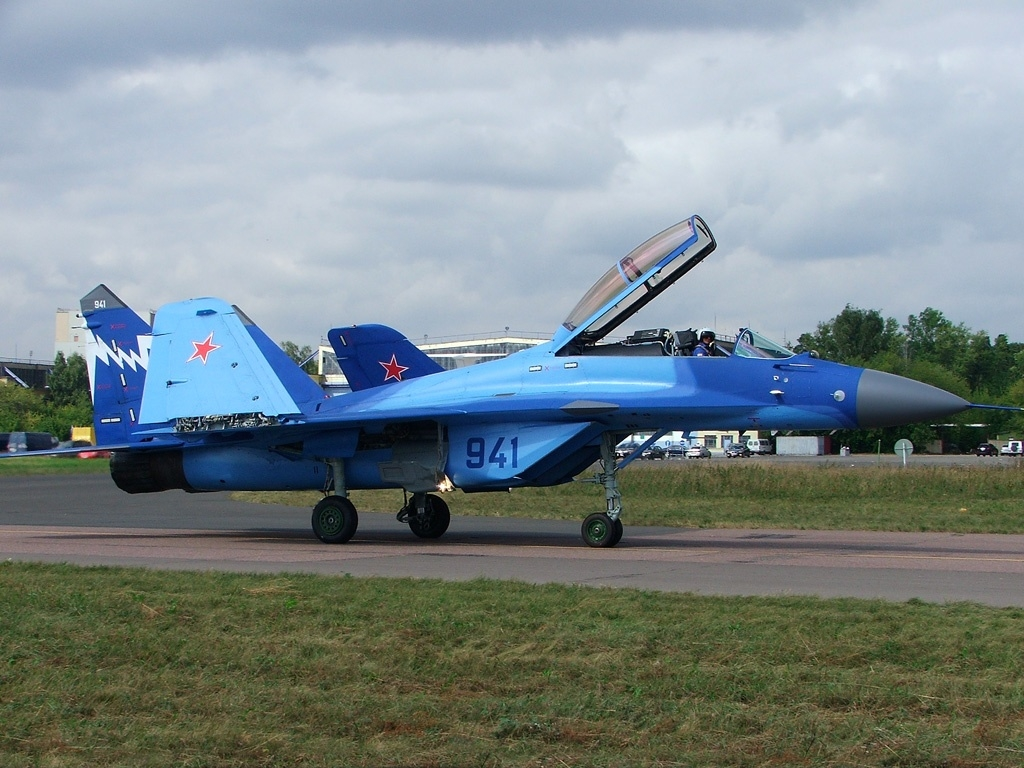
MiG-29K.

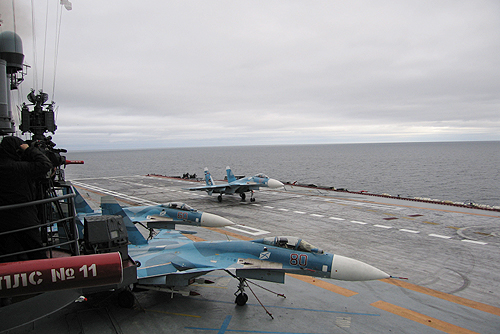
Su-33 (Su-27K) sul ponte della Kuznecov.

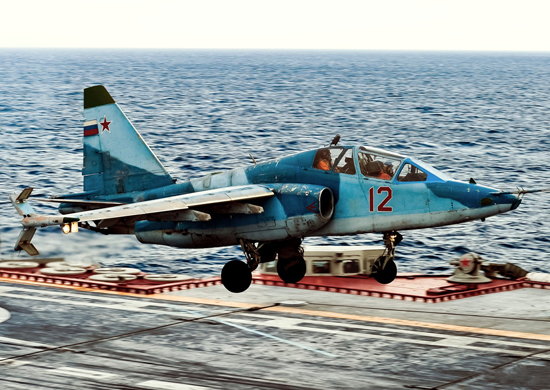
Su-25UTG sul ponte della Kuznecov.

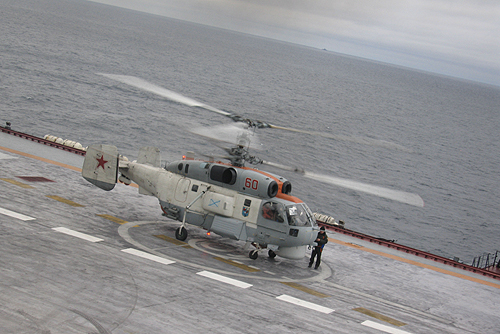
Ka-27 sul ponte della Kuznecov.

La Admiral Kuznecov ha 12 lanciatori per i missili antinave P-700 Granit / 3M45 / SS-N-19 "Shipwreck", diversamente dalle portaerei della NATO che portano principalmente missili terra-aria e armamento di piccolo calibro. La presenza di questa capacità di missilistica antinave è tipica di un incrociatore aereo.
Per la difesa aerea a lungo raggio, la Admiral Kuznecov dispone di 24 lanciatori verticali per il sistema missilistico Tor con i 192 missili terra-aria 3K95 "Kinzhal" / SA-N-9 "Gauntlet".
Per la difesa aerea ravvicinata, la Admiral Kuznecov dispone di 8 CIWS Kortik / CADS-N-1 "Kaštan". Ognuno monta 2 lanciatori per i missili SAM 9M311 e una coppia di cannoni automatici Gatling GSh-6-30. La nave possiede anche 6 cannoni singoli AK-630.
Per la difesa e la lotta antisommergibile la Admiral Kuznecov imbarca 2 sistemi di lanciarazzi RBU-12000 / UDAV-1.
L'armamento della cinese Liaoning è differente ed è basato su 2 CIWS Type 1030 e 4 sistemi da difesa aerea a corto raggio HQ-10.
Admiral Kuznecov
CIWS
- 6 × 6 AK-630 (48.000 proiettili) con cannone automatico Gatling GSh-6-30
- 4 × 2 Kortik / CADS-N-1 "Kaštan" (256 razzi, 48.000 colpi) con 2 cannoni automatici Gatling GSh-6-30 e 2 lanciatori di missili 9M311

Missili antinave
- 12 × P-700 Granit / 3M45 / SS-N-19 "Shipwreck"

Missili antiaerei
- 4 × 6 3K95 "Kinzhal" / SA-N-9 "Gauntlet" (192 missili)

Bombe antisottomarino
- 2 × 10 RBU-12000 / UDAV-1 (60 bombe)

Gruppo aereo imbarcato
- 26 × MiG-29K e Su-33 (Su-27K)
- 4 × Ka-27RLD (AEW)
- 18 × Ka-27 e Ka-29
- 2 × Ka-27PS (SAR)

Liaoning
CIWS
- 3 × Type 1130 con cannone automatico Gatling

Missili antiaerei
- 3 × HQ-10 (FL-3000N) (da 18 cellule)

Gruppo aereo imbarcato
- 26 × Shenyang J-15[22]
- 6 × Changhe Z-18J (AEW)
- 8 × Changhe Z-18F/Y[23]
- 2 × Harbin Z-9S (SAR)

### Elettronica
La Admiral Kuznecov ha un sonar di ricerca e attacco a media e bassa frequenza. Gli elicotteri ASW hanno un radar di ricerca di superficie, dipping sonar, sonoboe e detettori di anomalie magnetiche.
Navigazione
- Sistema «Бейсур» («Bejsur»)

Radar
- 1 Phased array PESA «Марс-Пассат» («Mars-Passat»)
- 1 Phased array МР-760 «Фрегат-МА» (MR-760 «Fregat-MA»)
- 2 МР-360 «Подкат» (MR-360 «Podkat»)
- 1 «Вайгач» («Vajgač»)

Equipaggiamento elettronico
- Combat Information Control System: БИУС «Лесоруб» (BIUS «Lesorub»)
- Sistema di comunicazione: Комплекс связи «Буран-2» (Kompleks svjazi «Buran-2»)
- Sonar: ГАК МГ-355 «Полином-Т» (GAK MG-355 «Polinom-T»)
- Sonar: ГАС «Звезда-М1» (GAS «Zvezda-M1»)
- Sistema di guerra elettronica: Комплекс РЭБ «Созвездие-БР» (Kompleks RÈB «Sozvezdie-BR»)

## Unità
| N. di scafo N. di progetto | Hull number | Nome             | Eponimo               | Operatore | Costruttore, Città                                                     | Impostata        | Varata          | Commissionata     | Stato                                                    |
| -------------------------- | ----------- | ---------------- | --------------------- | --------- | ---------------------------------------------------------------------- | ---------------- | --------------- | ----------------- | -------------------------------------------------------- |
| №105 11435                 | 063         | Admiral Kuznecov | Admiral Kuznecov      |           | Soviet Shipyard No. 444, Mykolaïv                                      | 1 settembre 1982 | 4 dicembre 1985 | 20 gennaio 1991   | in manutenzione complessa ferma nei cantieri di Murmansk |
| №106 11436                 | 16          | Liaoning         | Provincia di Liaoning |           | Soviet Shipyard No. 444, Mykolaïv Dalian Shipbuilding Industry, Dalian | 6 dicembre 1985  | 4 dicembre 1988 | 24 settembre 2012 | in servizio attivo                                       |

### Scafo nº 105

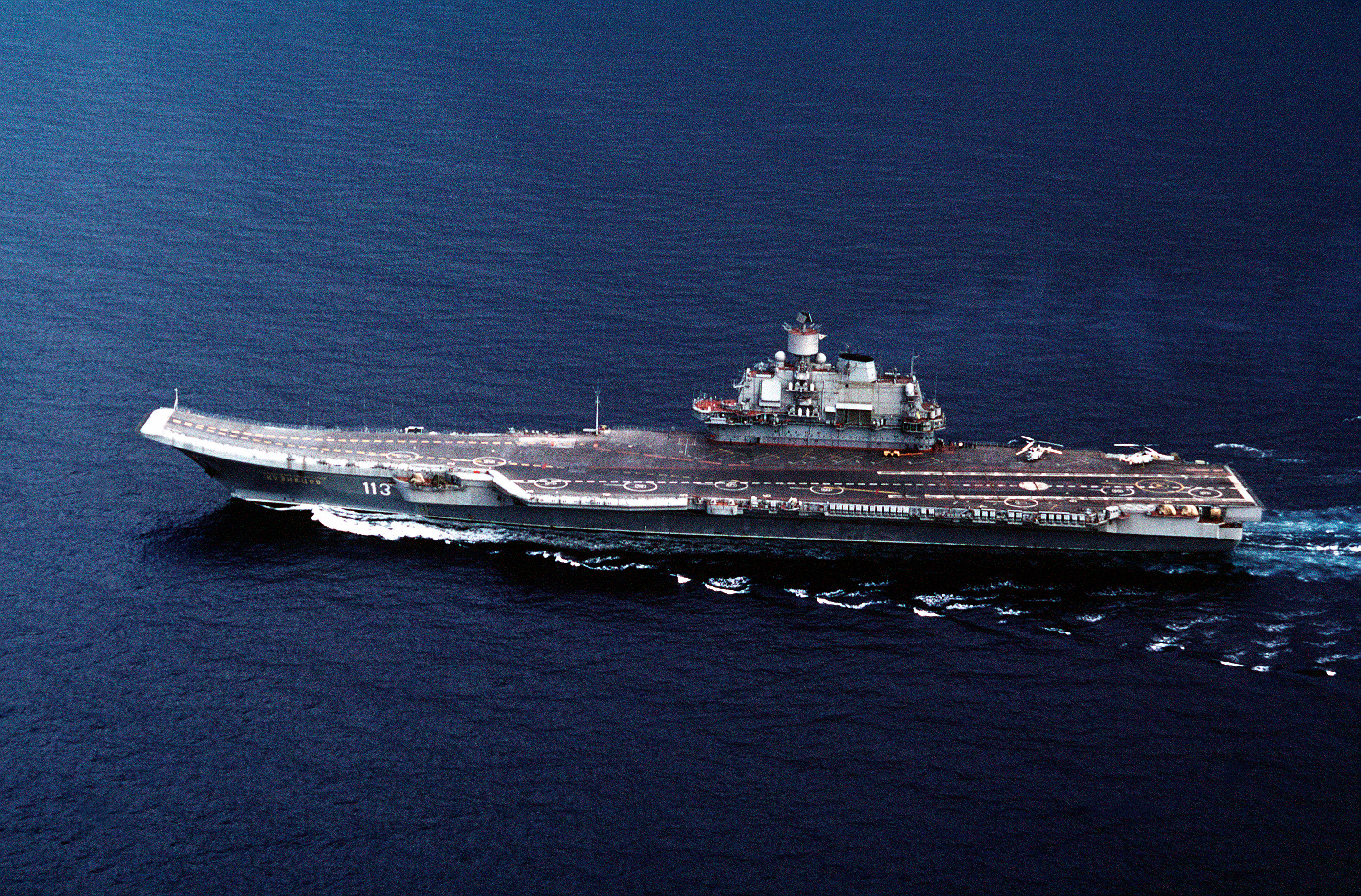
La Admiral Kuznecov nel 1991

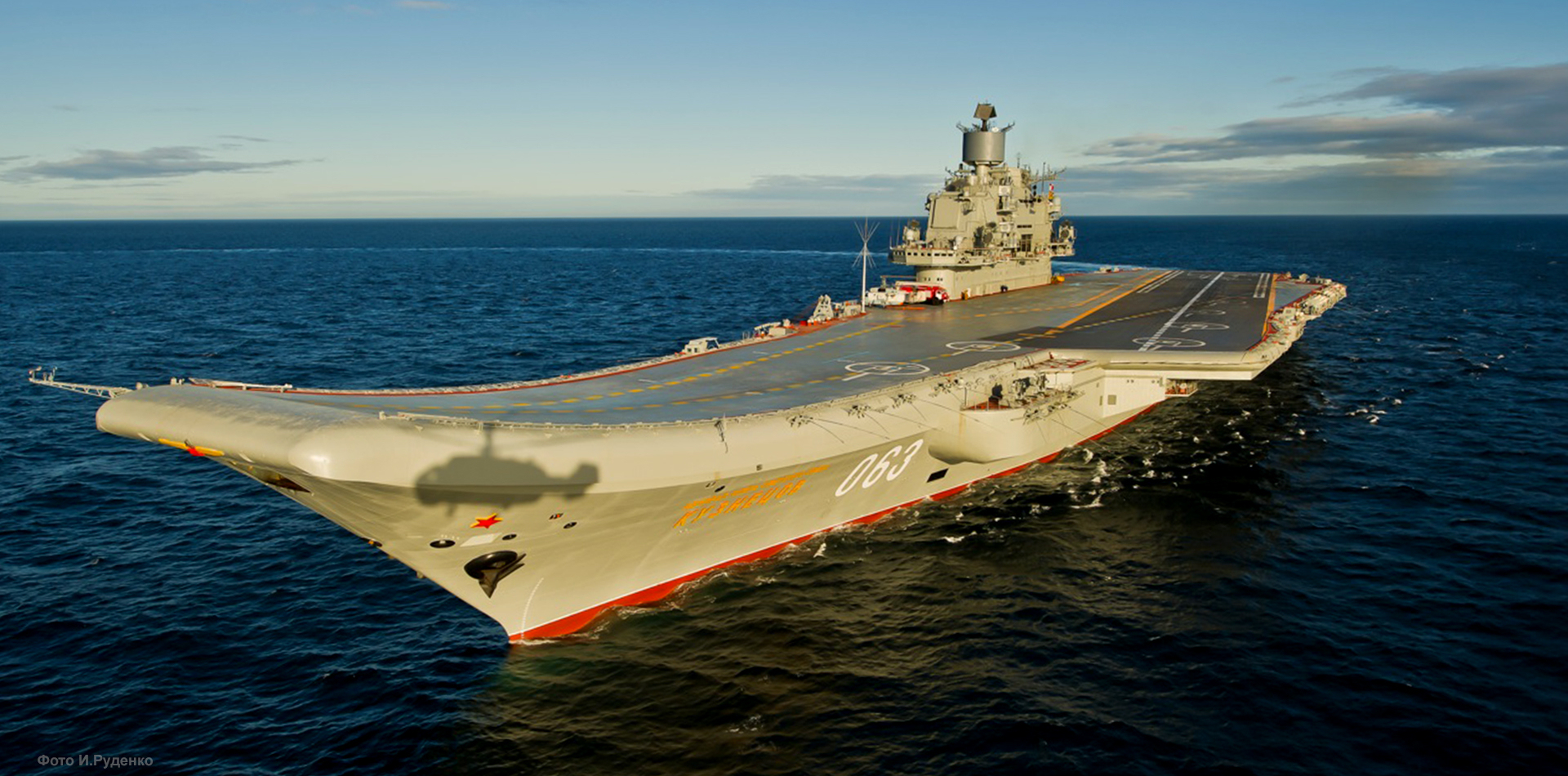
La Admiral Kuznecov nel 2012

Admiral flota Sovetskogo Soyjza Kuznecov « Адмирал флота Советского Союза Кузнецов »
nomi precedenti — in ordine di assegnazione — «Советский Союз» (Sovetskij Sojuz), «Рига» (Riga), «Леонид Брежнев» (Leonid Brežnev), «Тбилиси» (Tbilisi) e infine «Адмирал флота Советского Союза Кузнецов» (Admiral flota Sovetskogo Sojuza Kuznecov).
L'Admiral Kuznecov fu costruita nei cantieri di Mykolaïv, all'epoca nella RSS Ucraina, impostata col nome di Riga, fu varata come Leonid Brežnev ed entrò in servizio come Admiral Kuznecov. Inquadrata nella Flotta del Nord della Marina Russa, la nave è ufficialmente entrata in servizio attivo nel 1991 ma ha ricevuto i suoi aerei nel 1993 per essere completamente operativa dal 1995.
Il gruppo aereo imbarcato è in composto da:
- Su-33 (Su-27K) e Su-25UTG del 279º reggimento autonomo di aviazione di marina (Oblast' di Murmansk) (in russo 279-й отдельный корабельный истребительный авиационный полк (Мурманская обл.)?, 279-j otdelʹnыj korabelʹnыj istrebitelʹnыj aviacionnыj polk (Murmanskaja obl.))
- MiG-29K e MiG-29KUB del 100º reggimento autonomo di aviazione di marina (Oblast' di Murmansk) (in russo 100-й отдельный корабельный истребительный авиационный полк (Мурманская обл.)?, 100-j otdelʹnыj korabelʹnыj istrebitelʹnыj aviacionnыj polk (Murmanskaja obl.))

Generalmente il gruppo da battaglia è composto da:
- 1 incrociatore della classe Slava o della classe Kirov
- 1 o 2 cacciatorpediniere della classe Sovremennyj
- 1 o 2 cacciatorpediniere della classe Udaloj
- 1 o 2 SSN della classe Akula I/II
- a volte 1 SSGN della classe Oscar I/II

### Scafo nº 106

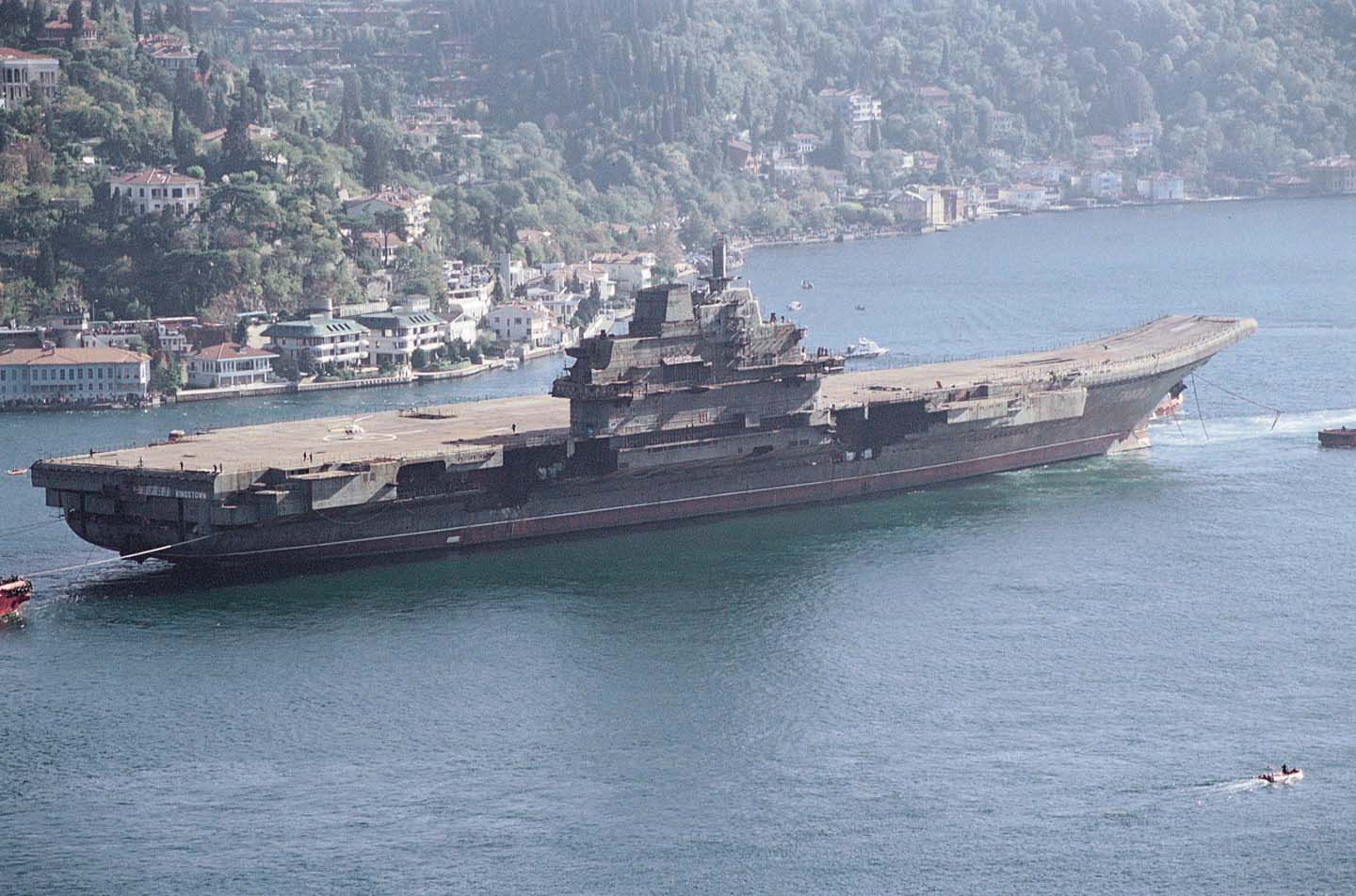
La Varjag nel 2001

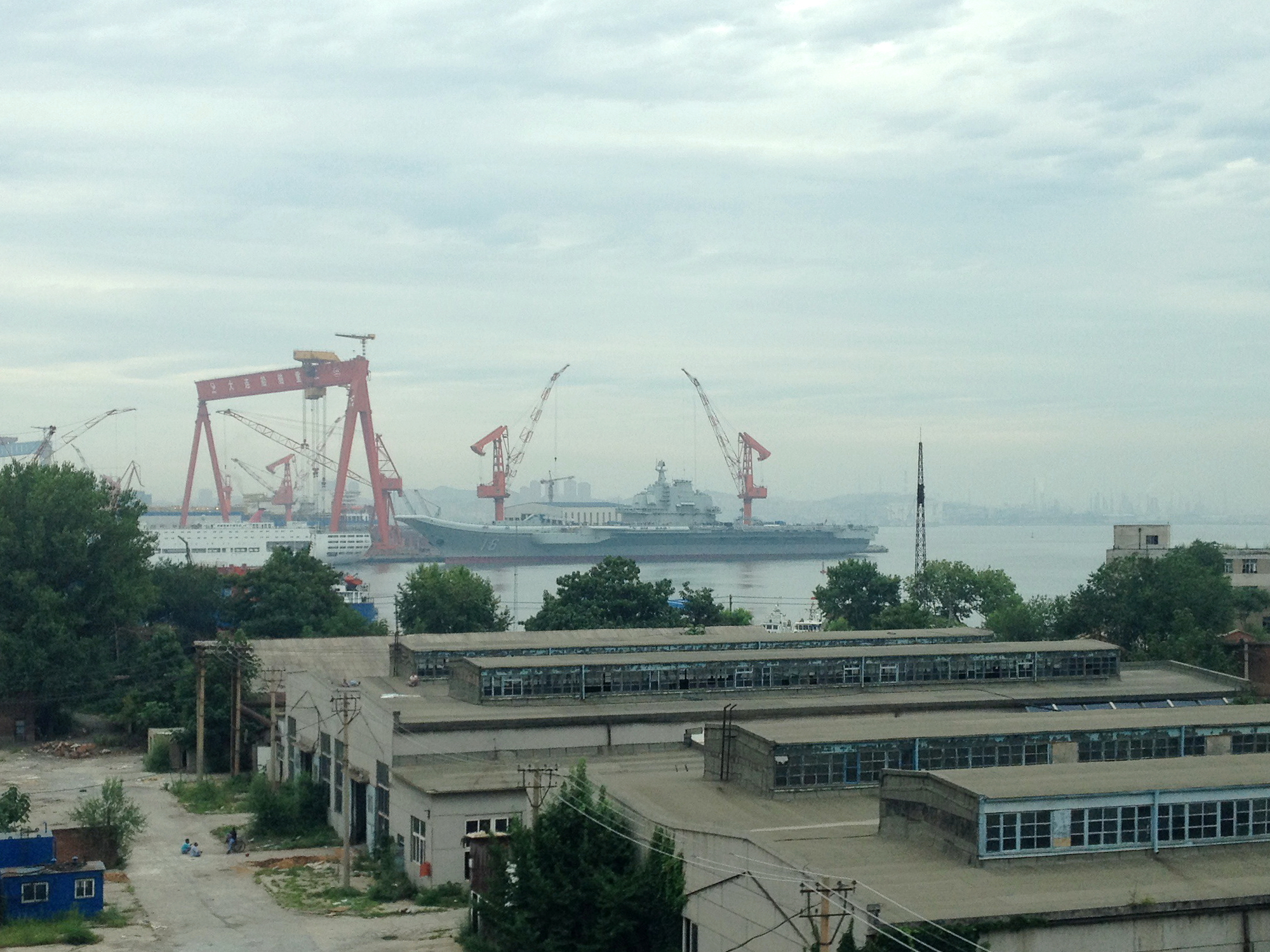
La Liaoning nel 2014

Liaoning « 辽宁舰 »
nomi precedenti — in ordine di assegnazione — «Рига» (Riga), «Варяг» (Varjag), «施琅» (Shi Lang) e infine «辽宁» (Liaoning).
La Riga fu varata nei cantieri di Nikolaev nel 1988 e prese il nome Varjag nel 1990. A causa della dissoluzione dell'Unione Sovietica, la costruzione fu interrotta e la nave divenne di proprietà dell'Ucraina. Già nel 2002, una delegazione cinese propose al governo ucraino di acquistarla ma questo non accettò. Tuttavia, l'interesse c'era e nel 1998 la Chong Lot Travel Agency (una società (di copertura) basata a Macao di proprietà di un'altra società (di copertura) di Hong Kong, la Chinluck Holding) la acquistò per 20 milioni di dollari per trasformarla in un casinò. La Turchia era obbligata a far transitare lo scafo (la nave era ufficialmente un rottame, infatti fu trainata da Mykolaïv fino a Dalian), tuttavia impiegò 16 mesi per autorizzare il transito. Il 2 novembre 2001, lo scafo (rimorchiato) transitò lo stretto dei Dardanelli, e, poiché il canale di Suez non autorizza il transito di navi rimorchiate, la nave dovette attraversare lo stretto di Gibilterra e superare il capo di Buona Speranza prima di addentrarsi nello stretto di Malacca e arrivare a Dalian il 3 marzo 2002. Nonostante le smentite delle autorità, vi sono state a più riprese voci sull'intenzione della marina cinese, che poi di fatto prese possesso dello scafo, di rendere operativa la portaerei. La nave fu messa nel bacino di carenaggio a Dalian nel maggio 2005 e quando ne uscì, nell'agosto 2005, era ridipinta nella livrea grigia della PLAN. I lavori di ricostruzione durarono fino al 2011 e il 27 luglio 2011 il Ministro della Difesa Cinese confermò che la nave era stata ristrutturata per ricerche scientifiche, sperimentazione e addestramento. Una decina di prove in mare furono condotte tra l'agosto 2011 e l'agosto 2012 e il 24 settembre 2012 la nave fu ufficialmente consegnata e commissionata per la PLAN col nome di Liaoning (16).

La Liaoning appartiene alla classe navale cinese Type 001; la seconda portaerei cinese – la Shandong – appartiene alla classe navale cinese Type 001A ed è una versione aggiornata della Liaoning; la terza portaerei cinese – in progetto – appartiene alla classe navale cinese Type 002 e sarà una versione completamente nuova e di tipo CATOBAR.